# Titan (mjesec)
Titan (također Saturn VI) je prirodni satelit Saturna. Kruži oko Saturna na udaljenosti 1 221 830 km. Titanov polumjer iznosi 2575 km, a masa 1.35 × 1023 kg. Titan najvjerojatnije Saturnu uvijek pokazuju istu stranu (tj. ima sinkronu rotaciju), pa jedan dan na Titanu traje jednako kao i njegov ophod oko Saturna - 15 dana, 22 sata, 41 minuta i 24 sekunde.

## Orbita
Titan orbitira oko Saturna jednom svakih 15 dana 22 sata. Kao i Zemljin Mjesec i mnogi sateliti divovskih planeta, i njegovo razdoblje rotacije (njegov dan) identično je orbitalnom razdoblju; Titan je plimno zaključan u sinkronoj rotaciji sa Saturnom i trajno pokazuje jedno lice prema planetu. Zemljopisne dužine na Titanu mjere se prema zapadu, počevši od meridijana koji prolazi kroz ovu točku. Njegova orbitalna ekscentričnost iznosi 0,0288, a orbitalna ravnina je nagnuta 0,348 stupnjeva u odnosu na Saturnov ekvator. Gledano sa Zemlje, Titan doseže kutnu udaljenost od oko 20 Saturnovih radijusa (nešto više od 1.200.000 kilometara od Saturna i posjeduje disk promjera 0,8 lučnih sekundi. 
Znanstvenici su mislili da znaju brzinom kojom se Titan udaljava od Saturna, ali 2020. su otkrili koristeći podatke NASA-inog svemirske letjelice Cassini, da Titan se udaljava stotinu puta brže nego što se prethodno znalo - 11 centimetara godišnje. Ovo otkriće ukazuje na to da se Titan formirao mnogo bliže planetu tijekom nastanka Sunčevog sustava prije 4,6 milijardi godina te da se kasnije premjestio na udaljenost od oko 1,2 milijuna kilometara od planeta. Nalazi o Titanovoj brzini udaljavanja također daju važnu potvrdu nove teorije koja objašnjava i predviđa kako planeti utječu na orbite mjeseca.
Mali satelit Hiperion nepravilnog oblika zaključan je u orbitalnoj rezonanci 3:4 s Titanom. "Spora i glatka" evolucija rezonancije - u kojoj je Hiperion migrirao iz kaotične orbite - malo je vjerojatno, na temelju modela. Hiperion se vjerojatno formirao na stabilnom orbitalnom otoku, dok je ogroman Titan apsorbirao ili izbacio tijela koja su blisko prilazila.

## Fizička svojstva
Titan je u promjeru 5.149,46 kilometara (3.199,73 milje), što je 1,06 puta više od planeta Merkura, 1,48 više od Mjeseca, a 40% od Zemljinog promjera. Prije dolaska Voyagera 1 1980. godine, smatralo se da je Titan malo veći od Ganimeda (promjer Ganimeda je 5.262 kilometra) i time najveći mjesec Sunčevog sustava; kasnije je otkriveno da su ove vrijednosti bile precijenjene zbog Titanove guste i neprozirne atmosfere, sa slojem izmaglice 100-200 kilometara iznad njene površine, zbog čega je površina nevidljiva gledajući Titan iz svemira. Time se povećava njegov prividni promjer. Promjer i masa Titana (a samim tim i njegova gustoća) slični su onima Galilejanskih mjeseca Ganimeda i Kalista.  Na temelju gustoće 1,88 g/cm3, Titanov sastav je pola vodenog leda i pola stjenoviti i materijal. Iako je po sastavu sličan Dioni i Enkeladu, gušći je zbog gravitacijskog tlačenja. Ima masu 1/4226 od Saturna, što ga čini najvećim mjesecom plinskih divova u odnosu na masu njegovog primarnog. Drugi je po relativnom promjeru Mjeseca u odnosu na plinovitog diva; Titan je 1/22 609 Saturnovog promjera, prvi je Neptunov mjesec Triton koji je većeg promjera u odnosu na Neptun u 1/18 092.
Titan je vjerojatno djelomično diferenciran u različite slojeve sa stjenovitim središtem promjera 3400 kilometra. Ova stjenovita jezgra okružena je s nekoliko slojeva sastavljenih od različitih kristalnih oblika leda.  Unutrašnjost može ipak biti dovoljno vruća za sloj koji se sastoji od „magme” sastavljene od vode i amonijaka između led I h kore i dublje slojeve leda koji se sastoje od leda pod visokim pritiskom. Prisutnost amonijaka omogućava da voda ostane tekuća čak i na temperaturi nižoj od –97 °C (za eutektičku smjesu s vodom). Cassini-Huygens otkrio je dokaze za slojevitu strukturu u obliku prirodnih ekstremno niskofrekventnih radio valova u Titanovoj atmosferi. Smatra se da je površina Titana loš reflektor ekstremno niskofrekventnih radio valova, pa se umjesto toga mogu reflektirati od tekuće-ledene granice podzemnog oceana. Cassinijev radar primijetio je površinske značajke koje su se pomakle za 30 kilometara između listopada 2005. i svibnja 2007., što sugerira da se kora odvaja od unutrašnjosti i daje dodatne dokaze za unutarnji tekući sloj. Daljnji poticajni dokazi za tekući sloj i ledenu koru razdvojenu od čvrste jezgre dolaze iz načina na koji gravitacijsko polje varira dok Titan orbitira oko Saturna.  Usporedba gravitacijskog polja s radarskim topografskim opažanjima također upućuje da ledena kora može biti znatno kruća. 

### Formacija
Smatra se da su Jupiterovi i Saturnovi mjeseci nastali ko-akreacijom, sličnim onom procesu za koji se vjeruje da su se formirali planeti u Sunčevom sustavu. Kako su se mladi plinoviti divovi formirali, bili su okruženi diskovima materijala koji su se postupno stapali u mjesece. Dok Jupiter posjeduje četiri velika satelita u izrazito pravilnim, planetnim orbitama, Titan nadvladava ostale Saturnove mjesece i posjeduje visoku orbitalnu ekscentričnost koja se odmah ne objašnjava samo ko-akreacijom. Predloženi model za formiranje Titana je da je Saturnov sustav mjeseca započeo skupom mjeseca sličnih Jupiterovim galilejanskim satelitima, ali da ih je poremetio niz divovskih sudara, koji bi nastavili formirati Titan. Saturnovi mjeseci srednje veličine, kao što su Japet i Reja nastali su od krhotina tih sudara. Takav nasilni početak također bi objasnio Titanovu orbitalnu ekscentričnost. 
Analiza atmosferskog dušika u Titanu iz 2014. godine pokazala je da je on možda nastao iz materijala sličnog onome koji se nalazi u Oortovom oblaku, a ne iz izvora prisutnih tijekom ko-akrecije materijala oko Saturna. 

### Atmosfera
Titan je jedini satelit u Sunčevu sustavu koji posjeduje značajniju atmosferu. Atmosfera na površini stvara tlak od čak 1.5 bara, 50% više nego na Zemlji (na razini mora). Atmosfera je po sastavu većim dijelom molekularni dušik (94%), uz argon (6%) i nešto metana. Može se naći voda, te neki organski spojevi u tragovima (cijanovodik, ugljikov(IV) oksid).
Cijanovodik je izrazito bitan jer je nužan za stvaranje aminokiselina, osnove života na Zemlji. Smatra se da su ovi uvjeti slični uvjetima kakvi su vladali na Zemlji u vrijeme stvaranja života, prije nego što je život u Zemljinu atmosferu počeo unositi kisik.
U višim slojevima atmosfere, pod djelovanjem sunčeva svjetla na metan, ugljik dioksid i druge spojeve, nastaju ugljikovodici i još neki spojevi. Ti se spojevi u hladnoj atmosferi kondenziraju te na visini od oko 200 km iznad površine stvaraju sloj neprozirnih narančastih oblaka. Ovaj proces je sličan procesu stvaranja smoga na Zemlji. U novije vrijeme, na Titanu su uočeni i mali oblaci koji se mogu pojaviti i nestati u samo jednom danu. Ovi su oblaci mogući izvor metanskih kiša.

### Klima
Na Titanovoj površini vladaju temperature od oko 95 K (-178 °C), oko 4 K iznad trojne točke metana. Vodeni led na ovim temperaturama ne sublimira, pa u atmosferi nema mnogo vodene pare. Pored spomenutih narančastih oblaka i sveopće magle, postoje i druge vrste oblaka, od molekula metana, etana i drugih jednostavnih organskih molekula. Postoji mogućnost da metanski oblaci proizvode čak i neku vrstu "kiše" tekućeg metana na površini, pa čak i da postoje rijeke, ledenjaci i oceani etana (s otopljenim metanom) dubine do 1000 metara. Ipak, posljednja radarska promatranja sa Zemlje nisu potvrdila ove pretpostavke.
Vjetrove na Titanu, za razliku od većine ostalih tijela Sunčevog sustava, ne pokreće Sunčevo zračenje (koje je 100 puta slabije nego na Zemlji) već plimne sile. Plimne sile na Titanu su čak 400 puta jače nego na Zemlji. Plimna izbočina koju na pretpostavljenom oceanu metana stvara Saturn mogla bi biti visoka i do 100 metara. Ova izbočina, zbog Titanove sinkrone rotacije, stoji uglavnom na istom mjestu, no zbog jačanja i slabljenja plimne sile (tijekom Titanovog približavanja i udaljavanja Saturnu do kojeg dolazi zbog Titanove eliptične putanje) izbočina se periodički povećava i smanjuje. Računalne simulacije pokazale su da visina plimne izbočine varira i do 10%.
Saturnove plimne sile pokreću Titanovu atmosferu stvarajući plimne vjetrove u smjeru sjever-jug (za razliku od vjetrova na većim visinama koji pušu u smjeru istok-zapad) brzine i do 1 m/s. Zbog niske gravitacije i velike gustoće atmosfere, vjetrovi ove brzine su mnogo učinkovitiji nego na Zemlji, te mogu uzvitlati prašinu.
Slike s Voyagera pokazale su i razlike u boji između sjeverne i južne polutke, te odvojeni sloj smoga koji je s ostatkom bio spojen iznad sjevernog pola. Razlike u boji su objašnjene utjecajem godišnjih doba - u vrijeme prolaska Voyagera na sjevernoj je polutci bilo rano proljeće, a na južnoj rana jesen. Postojanje odvojenog sloja smoga, kasnije su analize pokazale, rezultat je atmosferske cirkulacije u višim slojevima atmosfere.
Postoji mogućnost da se na Titanu mogu formirati duge kad bi sunčevo svjetlo se odbijalo od kapljica metana, koje su poput kapljica vode prozirne. Metanska duga bi bila veća od vodene duge s primarnim radijusom od najmanje 490 za metan u odnosu na 42,50 za vodu. To je zbog toga što se indeks loma tekućeg metana (1,29) razlikuje od onog za vodu (1,33). Poredak boja, međutim, bio bi isti: plava iznutra i crvena izvana, s narančastom nijansom. Jedan problem: duge trebaju izravnu sunčevu svjetlost, ali Titanovo nebo je vrlo maglovito. Vidljive duge na Titanu mogu biti rijetke. S druge strane, infracrvene duge mogu biti česte.

### Reljef
Površina Titana opisana je kao "složena, obrađena, i geološki mlada".  Titan je prisutan od formiranja Sunčevog sustava, ali njegova je površina mnogo mlađa, stara između 100 milijuna i milijardu godina. Geološki procesi možda su promijenili površinu Titana. Titanova atmosfera je dvostruko gušća od Zemljine, što astronomskim instrumentima otežava mapiranje njegove površine u spektru vidljive svjetlosti.  Letjelica Cassini-Huygens je upotrijebila infracrveni instrument, radar i SAR za preslikavanje dijelova Titana tijekom njegovih neposrednih preleta. Prve su slike otkrile raznoliku geologiju, s hrapavim i glatkim područjima. Postoje svojstva koja mogu biti vulkanskog podrijetla, izbacujući vodu pomiješanu s amonijakom na površinu. Postoje i dokazi da je Titanova ledena kora mogla biti znatno kruća, što bi sugeriralo manje geološke aktivnosti. Postoje i upečatljiva obilježja, koja su dugačka stotinama kilometara, a koja su, čini se, uzrokovana česticama vjetrovima. Ispitivanje je također pokazalo da je površina relativno glatka; činilo se da je nekoliko objekata za koje se činilo da su udarni krateri bili ispunjeni, možda kišom ugljikovodicima ili vulkanima. Radar upućuje da je odstupanje u visini malo, obično ne veće od 150 metara. Otkrivene su povremene promjene visine od 500 metara i Titan ima planine koje ponekad dosežu nekoliko stotina metara i više od jednog kilometra visine. To se može usporediti s mnogo širim topološkim varijacijama koje se nalaze na Zemlji i Marsu, s tim da je Olympus Mons na Marsu bio 26 km iznad okolnih ravnica, a Mauna Kea na Zemlji preko 10 km iznad dna oceana. 
Površinu Titana obilježavaju široke regije svijetlog i tamnog terena. Oni uključuju Xanadu, veliko reflektirajuće ekvatorijalno područje veličine Australije. Prvi je put je identificiran infracrvenim slikama s Hubble svemirskog teleskopa 1994., a kasnije ih je pregledao Cassini-Huygens. Uvijena regija ispunjena je brežuljcima i presijecana dolinama i kanjonima. Mjestimično je ukršten tamnim linijama - zgusnute topografske značajke nalik grebenima ili pukotinama. Oni mogu predstavljati tektonsku aktivnost koja bi ukazivala na to da je Xanadu geološki mlado područje. Alternativno, pukotine mogu biti kanali formirani tekućinom, što sugerira stari teren koji je prožet sustavima potoka. Postoje mračna područja slične veličine drugdje na Titanu, promatrana s tla i kod Cassini-Huygensa ; barem jedno od njih, Ligeia Mare, drugo najveće Titanovo more, gotovo je čisto more s tekućim metanom.

###### Jezera metana
Mogućnost jezera metana na Titanu prvi put je predložena na temelju podataka Voyagera 1 i 2 1980. i 1981. koji su pokazali da Titan ima gustu atmosferu približno odgovarajuće temperature i sastava da ih podrži, ali izravni dokazi nisu dobiveni do 1995. kada su podaci iz teleskopa Hubble i drugih opažanja su ukazivala na postojanje tekućeg metana na Titanu, bilo u nepovezanim džepovima ili na ljestvici oceana širom satelita, slično kao voda na Zemlji.
Misija Cassini-Huygens potvrdila je prethodno navedenu teoriju. Kada je sonda stigla do Saturna 2004. godine, nadala se da će se od sunčevog svjetla koje se reflektira s njihove površine otkriti jezera ili oceane, ali u početku nisu zabilježene refleksije. U blizini južnog pola Titana identificirana je zagonetna mračna mrlja pod nazivom Ontario Lacus, a kasnije je potvrđeno da je to jezero. Moguća obala također je identificirana u blizini pola pomoću radarske slike. Nakon preleta 22. srpnja 2006., u kojem je radar prikazivao sjeverne geografske širine, viđeno je nekoliko velikih, glatkih, stoga tamnih radarskih mrlja koje su dotvirivale površinu u blizini pola. Na temelju opažanja, znanstvenici su objavili konačne dokaze o jezerima ispunjenim metanom na Saturnovom mjesecu Titan u siječnju 2007. Cassini – Huygensov tim zaključio je da su slikovne značajke gotovo sigurno dugo tražena jezera, prva stabilna tijela površinske tekućine koja se nalaze izvan Zemlje.
Sada se zna da na Titanu ti organski spojevi pokrivaju velike površine, u obliku nekoliko velikih mora i mnoštva manjih jezera, uglavnom koncentriranih u blizini sjevernog pola mjeseca. Većina tih neobičnih „vodenih površina“ stisnuta je u razmjerno mali pravokutnik dug oko 1800 km i širok približno 1000 km. I kao što na Zemlji postoji dobro poznato kruženje vode, s hlapljenjem oceana u atmosferu, kondenzacijom i padalinama, te otjecanjem rijekama natrag u more, tako i Titan poznaje vrlo slične procese, primjerene tamošnjoj ekstremno niskoj temperaturi. Umjesto vode, na Titanu kruži metan. Primijećena su i riječna korita koja napajaju spomenuta jezera, posebice dobro vidljiva na fotografijama koje je iz visine snimio Huygens dok je pod padobranom ponirao k površini mjeseca.
Titan je jedini mjesec u Sunčevom sustavu koji posjeduje pravi zračni omotač, sazdan uglavnom od dušika, uz ponešto metana, vodika i drugih primjesa. Ta je atmosfera zaogrnuta narančastom izmaglicom koja praktično onemogućuje promatranje površine u vidljivom svjetlu. Cassini se, stoga, prilikom učestalih bliskih susreta s Titanom mora služiti ili radarskim snopom, ili kamerom/spektrometrom osjetljivima na infracrvene zrake. Te su dvije tehnike udružene pokazale da se na dalekom sjeveru Titana nalaze tri velika mora, od kojih ono najveće – po mitskom čudovištu nazvano Kraken Mare – pokriva površinu od oko 400 tisuća četvornih kilometara, skoro triput veću od Jadranskog mora. Dubinu tih mora je ponekad teško odrediti jer im se radarom ne može uvijek prodrijeti sve do dna, ali je na taj način ipak izmjereno da je Ligeia Mare – drugo po veličini Titanovo more i tek malo manje od Jadrana – duboko čak 170 metara. Znanstvenici koji su se poslužili Cassinijevim podacima su izračunali da na Titanu ima oko 9000 prostornih kilometara tekućih ugljikovodika, tj. oko 40 puta više potencijalnog goriva negoli u svim dokazanim rezervama zemnog plina i sirove nafte na Zemlji.
Unatoč veličini i vjetru koji zna puhati preko njihovih površina brzinama od više desetaka kilometara u sekundi, na Titanovim morima nisu zabilježeni nikakvi poremećaji koji bi odgovarali valovima. Tako bi moglo biti stoga što mora sadrže i teže ugljikovodike, pa više nalikuju katranskim jamama, ali i stoga što je temperatura okolice vrlo blizu točki mržnjenja metana (i etana). Naime, viskoznost toga spoja naglo raste s približavanjem toj graničnoj temperaturi, što bi moglo za posljedicu imati tromost površine. Za razliku od leda vode koji pluta po površini, skrutnuti metan bi potonuo na dno mora jer je teži od tekućeg. No, zbog zarobljenih džepova dušika iz atmosfere, ti blokovi leda bi ipak mogli ostajati na površini duže vremena. Još bizarnosti priređuje benzen, najjednostavniji aromatski ugljikovodik, koji bi u tom okolišu padao u more kao snijeg i u njemu se brzo otapao. S vremenom, mora su mogla postati zasićena benzenom onako kako je Mrtvo more na Zemlji zasićeno natrijevim kloridom (solju).
Cassini je svojim radarom i toplinskom kamerom u uzastopnim prolascima mimo Titana zabilježio i neke intrigantne promjene na tamošnjim morima. Tako je po jedna zagonetna tvorba uhvaćena kako se pojavljuje u svakom od dva najveća mora, u oba slučaja tzv. radarom sintetičkog otvora. Moguća tumačenja njihove prirode uključuju „površinske valove, mjehure koji se podižu iz dubine, krutine koje plutaju površinom ili lebde tik ispod nje, ili možda nešto (još) egzotičnije“. U infracrvenim zrakama, pak, Cassini je snimio razvoj i rasap gustih metanskih oblaka iznad jednog dijela Ligeia Mare. Cijeli proces je trajao oko dva dana, a gibanje oblaka je ukazalo na brzine vjetra od 11 do 16 kilometara na sat.

###### Krateri
Radar, SAR i slikovni podaci iz Cassini-Huygensa otkrili su nekoliko kratera na površini Titana. Čini se da su ti krateri relativno mladi, u usporedbi s Titanovom starosti. Nekoliko otkrivenih kratera uključuje 440-kilometarski krater s imenom Menrva kojeg radar vidi kao svijetlo-tamni koncentrični uzorak. Manji, 60 km širok, s ravnim podom krater nazvan Sinlap i 30 km, sa središnjim kraterima i tamno pod nazivom KSA također su primijećeni. Tu je i 90-kilometarski prsten svijetlog, grubog materijala poznat kao Guabonito. Smatra se da je to svojstvo udarnog kratera ispunjenog tamnim, vjetrovito natopljenim nanosom. Nekoliko drugih sličnih značajki primijećeno je u tamnim regijama Shangri-la i Aaru. Radar je promatrao nekoliko kružnih obilježja koja mogu biti krateri u svijetlom području Xanadu tijekom preleta Titana 30. travnja 2006. godine.

###### Vulkani i planine
Znanstvenici su dugo nagađali da su uvjeti na Titanu slični onima na ranoj Zemlji, iako na znatno nižoj temperaturi. Otkrivanje argona-40 u atmosferi 2004. godine pokazalo je da su vulkani iznjedrili perjanice "lave" sastavljene od vode i amonijaka. Globalna karta rasprostranjenosti jezera na Titanu ima pokazatelj da nema dovoljno prostora za račun za nastavak nazivanja u njegovoj atmosferi, vrijeme koje je značajan dio mora biti dodan putem vulkanskih procesa.
Ipak, nedostaje površinskih značajnih koje se mogu nedvosmisleno tumačiti kao vulkani. Jedan od prvih značajnih koje su otkrio Cassini-Huygens radarskim promatranjima 2004. godine, je nazvana Ganesa Macula, a nalikuje zemljopisnim značajkama koje se nazivaju "palačinke kupole" koje se nalaze na Veneri, pa se u početku smatralo da je vulkanskog porijekla, sve dok Kirk nije odbacio ovu hipotezu na godišnjem sastanku američke geofizičke unije prosincu 2008. godine. Uvriježeno je da značajan dio nije kupola, ali se čini da je slučaj slučajne kombinacije svijetlih i tamnih zakrpa. Godine 2004. Cassini-Huygens je također otkrio neobično svijetlu značajku (nazvanu Tortola Facula), koja je interpretirana kao vulkanska kupola. Od 2010. godine nisu identificirane slične značajke. 
Cassini je 2006. godine otkrio planinski lanac od 150 kilometara, 30 kilometara širok i 1,5 km visok. Ovaj lanac leži u južnoj hemisferi i smatra se da je prekriven metanskim snijegom. Kretanje tektonskih ploča, možda pod utjecajem obližnjeg bazena, moglo bi otvoriti procep kroz koji je materijal planine obrubljen. Prije Cassini-Huygensa, znanstvenici su pretpostavili da je većina topografija na Titanu utjecala na strukture, ali ovi rezultati pokazuju sličnost Zemlji, da su planine formirane kroz geološke procese. U prosincu 2010. Cassini-Huygensov tim najavio je najsnažniji mogući vulkan do danas pronađen. Nazvana je Sotra Patera, jedan je u lancu od najmanje tri planine, svaka između 1000 i 1500 m visine, od kojih je nekoliko na vrhu velikih kratera. Čini se da je tlo oko njihove baze prekriveno smrznutim tokovima lave. 
Ako vulkanizam na Titanu zaista postoji, hipoteza je da je ona potaknuta energijom oslobođenom raspadanjem radioaktivnih elemenata unutar plašta, kao što je na Zemlji. Magma na Zemlji od tekućeg stijena, što je manje gusto od čvrste stjenovite kore kroz koje eruptira. Budući da je vodik manje gust od vode, Titanova vodena magma bila bi gušća od njezine čvrste ledene kore. To znači da bi zahtjevi za vulkanizmom na Titanu zahtijevali veliku količinu dodatne energije za rad, vjerojatno zbog preusmjeravanja plime i osekeiz obližnjeg Saturna. Led s niskim tlakom, koji prekriva tekući sloj amonij sulfata, uzdiže se živahno, a nestabilni sustav može proizvesti dramatične događaje u oblacima. Proces se ponavlja pojavljivanjem leda veličine zrna i amonij sulfat pepela, što pomaže u stvaranju krajolika uobliku vjetra i značajnosti pješčane dine.

###### Pješčane dine
Na prvim slikama Titanove površine koje su uzeli zemaljski teleskopi početkom 2000-ih, otkrivaju se velike regije tamnog terena u Titanovom ekvatoru. Prije dolaska Cassini-Huygensa mislilo se da su te regije od tekućih ugljikovodika. Slike snimljene od strane radara otkrila su da neke od tih regija su opsežne ravnice pokrivene u uzdužnie dine, do 100 m visoke i kilometar široke, a nekoliko desetaka do stotinak kilometara, dine ove vrste uvijek su usklađene s prosječnim smjeru vjetra. U slučaju Titana, vjetrovi u stabilnoj zoni kombiniraju se s promjenjivim plimskim vjetrovima (oko 0,5 metara u sekundi). Plimni vjetrovi su rezultat plimnih sila od Saturna na Titanovu atmosferu, koje su 400 puta jače od plitkih sila Mjeseca na Zemlji i imaju tendenciju da se vjetar pomiče prema ekvatoru. Ovaj uzorak vjetra, teoretiziran, uzrokuje da se granulirani materijal na površini pojavi izgrađuje u dugim paralelnim dunama orijentiranim zapad-istok. Dine se razbijaju oko planine, gdje se smjer vjetra pomiče.
Za uzlazne dine u početku se pretpostavljalo da su oblikovani umjerenim promjenjivim vjetrovima koji ili slijede jedan srednji smjer ili se izmjenjuju između dva različita smjera. Naknadna opažanja pokazuju da dine se upućuju na istok, iako simulacije klime ukazuju na površinski vjetrovi koji idu prema zapadu. Manje od 1 metra u sekundi, nisu dovoljno snažni za podizanje i transport materijala. Nedavne računalne simulacije pokazuju da su dine možda posljedice rijetkih olujnih vjetrova koji se događaju svakih petnaest godina kada je Titan u ravnodnevnici. Ova vrsta vjetra proizvodi snažno spuštanje, teče do 10 metara u sekundi kad dođe do površine.
"Pijesak" na Titanu vjerojatno nije sačinjen od malih zrnaca silikata kao što je pijesak na Zemlji, nego je možda nastao kada je tekući metan kišio i erodirao podlogu od leda, vjerojatno u obliku bujica. Alternativno, pijesak također može potjecati od organskih krutina nazvanih tolini, proizvedene fotokemijske reakcije u Titanovoj atmosferi. Studije priprema dina u svibnju 2008. pokazala je da posjeduju manje vode od ostatka Titana, te su stoga najvjerojatnije izvedene iz organske čađe kao polimeri ugljikovodika grudanja zajedno nakon kiše. Proračuni pokazuju da pijesak na Titanu ima gustoću od jedne trećine pijeska kopnenog pijeska. Niska gustoća u kombinaciji sa suhoće Titanovoj atmosferi može uzrokovati nakupljanje zrnca zajedno zbog statičkog elektriciteta električne energije. "Ljepljivost" bi mogla otežati općenito blagi povjetarac u blizini Titanove površine da pomakne dine iako bi ih jači vjetrovi iz sezonskih oluja još uvijek mogli puhati na istok.
Oko ekvinocija, jaki vjetrovi vjetra mogu podići mikroskopske veličine krutih organskih čestica od dina do stvaranja Titanovih prašnih oluja, promatranih kao intenzivna i kratkotrajna osvjetljenja u infracrvenom svjetlu.

## Promatranje
Titan nikada nije vidljiv golim okom, ali ga se može promatrati kroz male teleskope ili snažne dvoglede. Amatersko je promatranje teško zbog blizine Titana i Saturnovog sjaja i prstena; okultna traka, koja prekriva dio okulara i koristi se za blokiranje svijetle planete, uvelike poboljšava gledanje. Titan ima maksimalnu prividnu magnitudu od +8,2,  i srednju magnitudu opozicije 8,4.  To se može usporediti s magnitudom +4.6, koju ima Ganimed, slične veličine, a nalazi se u Jupiterovom sustavu.

## Povijest istraživanja
Titan je otkrio Christiaan Huygens 1655. godine. Dugo godina nije bilo mogućnosti za istraživanje Titana, bilo teleskopima ili svemirskom letjelicom. 
Ipak, rana promatranja su otkrila raspršivanje svjetlosti, što je otvorilo mogućnosti za postojanje atmosfere. Smatralo se da bi se zbog plimnog zagrijvanja temperatura mogla dignuti čak do temperature polarnih područja na Zemlji, izuzetno visoko za taj dio Sunčeva sustava.
Prvo značajno otkriće dogodilo se 1949., kada je astronom Gerrit Kuiper otkrio da Titan vjerojatno sadrži metan.

### Pioneer 11 i Voyager 1 i 2
Prethodno navedene ideje su potvrđene kada je letjelica Pioneer 11 1. rujna 1979. proletjela prokraj Saturna i fotografirala Titan dan poslije. Na temelju slika znanstvenici su otkrili da je Titan vjerojatno prehladan za bilo kakve oblike života, s temperaturom od -179°C.
Kada je Voyager 1 proletio pokraj Saturna 12. studenoga 1980., otkrio je, zajedno s podacima od Voyagera 2 1981., da Titanova atmosfera ima približno dobru temperaturu da podrži jezera metana (vidi odlomak "Jezera metana"), a izravni dokazi za jezera su dobiveni 1995. promatranjima teleskopa Hubble.

### Cassini-Huygens
15. listopada 1997. je lansirana letjelica Cassini-Huygens, koja je do Saturna stigla sedam godina poslije, 1. srpnja 2004. Ubrzo je počeo prelijetati Titan, a 14. siječnja 2005. sonda Huygens je sletjela na površinu Titana, a zbog uvjeta je prestala raditi dva sata poslije. Tijekom svoje misije Cassini-Huygens je mnogo puta preletio Titan, potvrđujući postojanje jezera metana uz pomoć radara koji prodire kroz atmosferu, a neki od zadnjih preleta tijekom 2016. i 2017. iskorišteni su za Grand Finale, odnosno kraj misije, koji se dogodio 15. rujna 2017., kada je letjelica ušla u Saturnovu atmosferu i izgorjela.

### Misija Dragonfly
27. lipnja 2019. NASA je odobrila misiju imena Dragonfly (Vilinski konjic), koja bi trebala poletjeti 2026. s ciljem da sleti na Titan i premješta se na druge lokacije. Riječ je o dronu koji bi trebao pomoći odgovoriti postoji li na Titanu život. Vilinski konjic, koji ima nuklearni pogon, bit će prvi dron sposoban letjeti više od 160 kilometara kroz gustu Titanovu atmosferu. Instrumenti Dragonflya procjenjivat će nastanjivost Titana i tražiti kemijske tragove prošlog, pa čak i sadašnjeg života. Vilinski konjic je četvrta misija istraživanja Sunčevog sustava u okviru NASA-inog programa New Frontiers, niza misija koje uključuju i sondu Novi horizonti lansiranu 2006. godine kako bi proučavala Pluton i OSIRIS-Rex.

## Vanjske poveznice
- Astronomska sekcija Fizikalnog društva Split - Titan  Arhivirana inačica izvorne stranice od 13. veljače 2007. (Wayback Machine)
- Nasa Jpl - Najnovije slike s Titana